# Extorsió

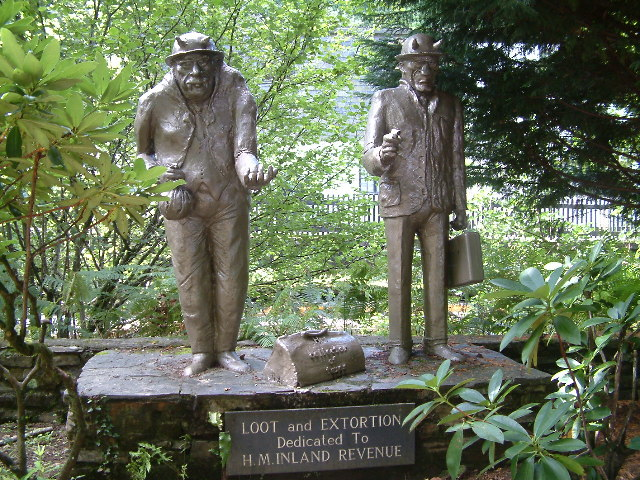
Saqueig i extorsió. Estàtues a Trago Mills que fan mofa d'Hisenda.

L'extorsió és la pràctica d'obtenir beneficis mitjançant la coacció. En termes generals consisteix a obligar a una persona, amb violència o intimidació, a realitzar o ometre un acte o negoci jurídic en perjudici del seu patrimoni o del de tercers. A la majoria de jurisdiccions pot constituir un delicte penal. El robatori és la forma d'extorsió més senzilla i comuna, encara que amenaçar de maner infundada per aconseguir un avantatge comercial injust també és una forma d'extorsió.
L'extorsió de vegades s'anomena "xarxa de protecció" quan els delinqüents formulen les seves demandes oferint a canvi "protecció" davant amenaces reals o hipotètiques d'altres parts no especificades. Gairebé sempre aquesta "protecció" és simplement l'abstinència de danys de la mateixa part, i això està implícit en l'oferta de "protecció". L'extorsió és practicada habitualment pel crim organitzat. En algunes jurisdiccions, l'obtenció del benefici no és necessari per cometre el delicte, i amenaçar amb violència reclamant un pagament de diners o béns per aturar la violència futura és suficient per cometre el delicte. Perquè es consideri delicte l'extorsió per diverses jurisdiccions ha de contenir l'exigència i obtenció d'alguna cosa mitjançant la força, i ha d'incloure dolor, sofriment o alguna cosa desagradable.
El terme extorsió s'utilitza sovint metafòricament per referir-se a la usura o a l'augment de preus, encara que cap dels dos es considera legalment extorsió. També s'utilitza sovint de manera laxa per referir-se a situacions quotidianes en què una persona se sent endeutada contra la seva voluntat, amb una altra, per tal de rebre un servei essencial o evitar conseqüències legals. Ni l'extorsió ni el xantatge requereixen una amenaça d'un acte delictiu, com ara la violència, només una amenaça utilitzada per obtenir accions, diners o béns de l'objecte de l'extorsió. Aquestes amenaces inclouen la presentació d'informes (veritables o no) de comportament delictiu a la policia, la revelació de fets perjudicials (com ara imatges de l'objecte de l'extorsió en una posició comprometedora), etc.
En la llei, l'extorsió pot referir-se a la corrupció política, com ara el suborn o el tràfic d'influències, però en el vocabulari general la paraula sol portar primer a la ment el xantatge o les estafes de protecció. La connexió lògica entre el sentit de corrupció de la paraula i els altres sentits és que exigir suborns en la seva capacitat oficial és en essència xantatge o extorsió (és a dir, "cal accedir a aquest recurs, el govern hi restringeix l'accés a través del meu despatx), i us cobraré de manera injusta i il·legal per aquest accés").

## Ciberextorsió
L'extorsió cibernètica és quan un individu o grup utilitza Internet com a mitjà per exigir algun tipus de guany material.  El grup o l'individu sol enviar a una empresa un correu electrònic amenaçador indicant que ha rebut informació confidencial sobre la seva empresa i explotarà una filtració de seguretat o llançarà un atac que perjudiqui la xarxa de l'empresa. El missatge enviat a través del correu electrònic sol exigir diners a canvi de la prevenció de l'atac.

### Alguns casos
El març de 2008, Anthony Digati va ser arrestat amb càrrecs federals d'extorsió a través de la comunicació interestatal. Digati va posar 50.000 dòlars en una pòlissa d'assegurança de vida variable de la New York Life Insurance Company i volia rebre 198.303,88 dòlars. Quan l'empresa no va complir, va amenaçar amb enviar 6 milions de correus brossa. Va registrar un domini el febrer de 2008 que contenia el nom de New York Life a l'URL per mostrar declaracions públiques falses sobre l'empresa i va augmentar la seva demanda a 3 milions de dòlars. Segons els fiscals, la intenció de Digati no era informar ni educar, sinó que volia "danyar la reputació de New York Life i costar a l'empresa milions de dòlars en ingressos". New York Life va contactar amb l'Oficina Federal d'Investigacions i Digati va ser detingut.
El 15 de febrer de 2011, la policia espanyola va detenir un home que intentava fer xantatge a Nintendo per la informació dels clients que havia robat. L'home va robar informació personal d'uns 4.000 usuaris i va enviar un correu electrònic a Nintendo Ibérica, la divisió espanyola de Nintendo, i va acusar l'empresa de negligència de dades. Va amenaçar l'empresa que faria pública la informació i es queixaria davant l'Agència Espanyola de Dades si no es complien les seves demandes. Després que Nintendo ignorés les seves demandes, va publicar part de la informació en un fòrum d'Internet. Nintendo va avisar les autoritats i l'home va ser detingut a Màlaga. No s'ha revelat cap informació sobre el que l'home va exigir a Nintendo.
El 7 de febrer de 2019, Jeffrey P. Bezos, propietari d'Amazon i The Washington Post i una de les persones més riques del món, va acusar el National Enquirer i la seva empresa matriu American Media, Inc., d'intentar extorsionar-lo amb amenaça de revelar fotos on apareixia nu tret que declarés públicament que no tenia cap prova que les forces polítiques havien influenciat l'AMI. Aquesta amenaça va respondre a una investigació sobre la relació de Bezos amb Lauren Sanchez, fet que va fer que Bezos i la seva dona Mackenzie anunciessin el seu divorci el 9 de gener d'aquell any. Bezos s'hi va negar i va publicar l'amenaça a Medium.
El 21 d'octubre de 2020, els mitjans informatius van explicar que aproximadament 40.000 registres de pacients havien estat robats al proveïdor sanitari privat finlandès Vastaamo. Els extorsionadors van exigir 40 bitcoins, uns 450.000 euros, i si no rebien aquesta quantitat publicarien els registres. Els extorsionadors van publicar centenars de registres de pacients al dia en un tauler de missatges de Tor per afegir pressió a les seves demandes. Els registres dels pacients filtrats contenien els noms complets del pacient, les adreces de casa, els números de la seguretat social i les notes dels terapeutes i dels metges de cada sessió. Després del fracàs de l'extorsió de l'empresa, els extorsionadors van enviar a les víctimes un correu electrònic exigint-los que paguessin 200 euros en 24 hores o 500 euros en 48 hores per evitar la publicació de les seves dades personals sensibles. Es va evidenciar que les pràctiques de seguretat de l'empresa eren inadequades: les dades sensibles no estaven xifrades i, aparentment, la contrasenya d'arrel del sistema era molt feble. Els intrusos van accedir per primera vegada als registres dels pacients el novembre de 2018, mentre que els defectes de seguretat van continuar existint fins al març de 2019. El president de Finlàndia va experimentar com l'atac cibernètic era "implacablement cruel".

## Delictes semblants
- Joc del teixó: la víctima, per exemple una persona casada, és enganyada en una posició comprometedora per fer-la vulnerable al xantatge.
- Clip joint: un clip joint o fleshpot és un establiment, generalment un club de striptease o similar, que ofereix serveis de prostitució o alcohol, però després de pagar els clients no reben els serveis anunciats. Un exemple d'això es presenta a la pel·lícula de comèdia Porky's.
- Coacció: la pràctica d'obligar una persona o manipular-la a comportar-se de manera involuntària mitjançant acció o inacció amb amenaces, intimidació, engany o alguna altra forma de pressió o força. S'utilitza per obligar la víctima a actuar de la manera desitjada.
- Estafa: un intent d'estafar una persona o un grup guanyant-se la seva confiança.
- Criptovirologia: una estafa de programari en què un sistema de criptografia de clau pública elabora claus falses que xifren les dades de l'usuari, però no les poden desxifrar tret que l'usuari pagui per la clau real.
- Segrest de gossos: el delicte consisteix a prendre un gos al seu propietari, que sol produir-se en gossos de raça pura, el benefici del qual pot arribar a milers de dòlars.
- Usura: un usurer és una persona o un organisme que ofereix préstecs sense garantia a tipus d'interès elevats a persones, sovint amb el suport de xantatge o amenaces de violència.
- Raqueta:[22] un servei que s'ofereix de manera fraudulenta per resoldre un problema, com per exemple per a un problema que realment no existeix, no es veurà afectat o no existiria d'una altra manera.
- Sextorsió: obligar les persones a enviar imatges sexuals o realitzar serveis sexuals.
- Terrorisme: política destinada a intimidar o provocar terror. S'entén sovint com un acte que té la intenció de generar por (terror), es perpetra per a un objectiu ideològic (a diferència d'un objectiu materialista o un atac solitari) i apunta deliberadament o no té en compte la seguretat dels no combatents. Algunes definicions també inclouen actes de violència il·legal o guerres no convencionals, però actualment la comunitat internacional ha estat incapaç de formular una definició de terrorisme legalment vinculant i acordada universalment.
- Segrest de tigres: presa d'un ostatge innocent per fer que un ésser estimat o un acompanyant de la víctima faci alguna cosa, per exemple, un nen és agafat com a ostatge per forçar el botiguer a obrir la caixa forta; el terme prové de l'observació prèvia de la víctima, com fa un tigre amb la seva presa. Els rescats s'utilitzen sovint dins aquesta pràctica delictiva.

## Regulació a Espanya
Segons la legislació espanyola l'extorsió és obligar a d'altri a fer un negoci jurídic, amb ànim de lucre, utilitzant violència i/o intimidació. Aquest és un delicte regulat a l'article 243 del Codi Penal espanyol. L'extorsió es castiga amb pena de presó d'un a cinc anys, sense perjudiqui de les penes que es puguin imposar pels actes de violència física realitzats. Aquest és el text de l'article: "Qui, amb ànim de lucre, obligui un altre, amb violència o intimidació, a realitzar o ometre un acte o negoci jurídic en prejudici del seu patrimoni o del d'un tercer, serà castigat amb la pena de presó d'un a cinc anys, sense prejudici de les que es poguessin imposar per actes de violència física realitzats".